# Politikåret 2000

## Händelser

### Januari
- 1 januari - Svenska kyrkan och Svenska staten skiljs åt, och en tradition från Gustav Vasas dagar går i graven.[1]
- 3 januari - En 30-årig palestinier beskjuter Rysslands ambassad i Beirut med pansarbrytande granater innan han dödas i eldstrid med libanesisk polis. I mannens ena ficka hittas ett brev där han förklarar att han vill dö som martyr för Tjetjenien.[1]
- 11 januari - Storbritanniens inrikesministerium beslutar att 84-årige exdiktatorn Augusto Pinochet är för sjuk för att kunna utvisas till Spanien och ställas inför rätta.[1]
- 12 januari - I Danmark rasar debatten om invandringspolitiken. De borgerliga bjuder över varandra i krav på åtstramningar, och även det socialdemokratiska partiet påverkas.[1]
- 13 januari - Norges regering är illa ute efter Telia-Telenor-affären. Dokument visar att norska jurister på ett tidigt stadium konstaterade att den svenska tolkningen var riktig.[1]
- 14 januari - Finlands regering inför visumtvång för slovakiska medborgare efter att 380 romer begärt asyl sedan visumtvånget hävdes i början av november 1999.[1]
- 18 januari - Kina, Frankrike och Ryssland säger nej till Kofi Annans förslag att göra Sveriges USA-ambassadör Rolf Ekéus till chef för FN:s vapeninspektioner i Irak, med motivet att den irakiska regimen sagt att den inte kan samarbeta med honom.[1]
- 19 januari - Kommittén "Välfärdsbokslut" i Sverige menar att barnen drabbades värst av 1990-talets krympande svenska välfärd. Tydligast märks detta på fritids, där det 1990 i genomsnitt fanns 18 barn per grupp, och vid decenniets slut 29 barn.[1]
- 20 januari - Polen utvisar nio ryska diplomater för spioneri. Ryssland betecknar åtgärden som "ovänlig och provokativ".[1]
- 21 januari
  - En spansk arméofficer dödas och fyra skadas då bilbomber utplacerade av ETA exploderar i Madrid.[1]
  - 13 års regeringssamverkan i Österrike upphör. SPÖ menar att man inte kan bilda ytterligare en koalitionsregering med konservativa ÖVP.[1]
- 23 januari - Drygt en miljon spanjorer demonstrerar mot att ETA använder terrormetoder för att driva igenom kraven på baskiskt oberoende. I protesttåget går både premiärminister José Maria Aznar och oppositionsledaren samt förre premiärministern Felipe González.[1]
- 25 januari - Hovrätten för Västra Sverige frikänner två miljöaktivister som i februari 1998 kedjade fast sig vid skogsmaskinerna för att hindra avverkning av Raneboskogen utanför Stenungsund, vilken senare klassats som naturreservat av länsstyrelsen. Enligt rätten bröt de mot lagen, men handlade i nöd för att skydda viktiga naturvärden.[1]
- 26 januari - FN:s säkerhetsråd utser 71-årige svenske juristen och förre utrikesministern samt IAEA-chefen Hans Blix till chef för vapeninspektionerna i Irak.[1]
- 27 januari - Sveriges statsminister Göran Persson inleder Förintelsekonferensen i Stockholm på årsdagen 55 år efter att fånglägret i Auschwitz intogs.[1]
- 29 januari - MDC håller sin första kongress i Harare, med målet att få bort Robert Mugabe från makten i ett Zimbabwe som lider av ekonomisk kris med brant stigande arbetslöshet och 60 % inflation.[1]
- 31 januari - Indonesiens president Wahid avskedar sin säkerhetsminister, tidigare överbefälhavaren general Wiranto, då denne fått skulden för mordvågen när Östtimor röstade om självständighet 1999.[1]

### Februari
- 1 februari - Wolfgang Schüssel, ledare för konservativa ÖVP, och Jörg Haider, ledare för FPÖ, enas om att bilda regering i Österrike, vilket utlöser en proteststorm från övriga medlemsländer inom EU, som menar att partiet är högerpopulistiskt, främlingsfientligt och icke-rumsrent.[1]
- 4 februari - Trots stora internationella protester godkänner Österrikes president Thomas Klestil den nya koalitionsregeringen där Jörg Haiders FPÖ får flera viktiga poster, bland annat för finans- och försvarsministrarna. Jörg Haider själv är inte med i regeringen, som leds av konservativa ÖVP:s Wolfgang Schüssel. Presidenten tvingar båda partiledarna att slå fast att Österrike även i fortsättningen skall upprätthålla de demokratiska värderingarna. Israel kallar hem sin Wien-ambassadör för konsultationer.[1]
- 5 februari - Försöket med lördagsöppet på Systembolaget inleds i sex svenska län och skall pågå i ett år. 15 butiker i Norrbotten, 10 i Jämtland och 50 i Skåne samt 72 butiker i Stockholms stad och län deltar i experimentet.[1]
- 8 februari
  - 14 EU-medlemsländer inleder sanktioner mot Österrike i protest mot att FPÖ får sitta med i regeringen. Belgiens utrikesminister Louis Michel uppmanar till turistbojkott av skidorterna i Österrike.[1]
  - Svensk polis gör en husrannsakan mot Jesús Alcalá, misstänkt för att ha stoppat 1,2 miljoner SEK från Sida i egen ficka under biståndsprojekt i Paraguay.[1]
- 9 februari - Sveriges riksdag har utrikespolitik debatt, där Anna Lindh hävdar att den svenska säkerhetspolitiska doktrinen om neutralitet i krig ligger fast. SAP tycktes vara på väg att svänga i frågan då Sveriges vice statsminister Lena Hjelm tidigare under veckan varit redo att stryka neutraliteten som föråldrad, och de borgerliga delar hennes uppfattning.[1]
- 10 februari - Ett kapat afghanskt inrikesflygplan som efter diverse mellanlandningar i fyra dagar blivit stående på Stanstedflygplatsen utanför London får sin upplösning, och ingen skadas. Över hälften av de 150 passagerarna söker asyl i Storbritannien, vilket leder till misstankar om att de varit i maskopi med kaparna, som beräknas till drygt 20 i antalet.[1]
- 11 februari - Storbritanniens regering återinför direktstyret över Nordirland, vars 10 veckor gamla regering upplöses, då partierna i Belfast har svårt att samarbeta på grund av osämja om hur avväpningen av IRA skall gå till.[1]
- 15 februari - EU-kommissionen häver den rättsliga immuniteten för franske förre EU-kommissionären Édith Cresson, som därmed kan åtalas för vänskapskorruption, förfalskning och förfarande under sin tid i kommissionären.[1]
- 16 februari - Sveriges regering vill öka arbetskraftsinvandringen till Sverige då långtidsutredningen konstaterat att Sverige behöver fler yrkeskunniga invandrare för att fylla luckan och trygga välfärden när stora 40-talistgenerationen börjar gå i pension inom 5-10 år.[1]
- 19 februari - I Wien demonstrerar 150 000 personer mot FPÖ får sitta med i Österrikes regering. Jörg Haider avfärdar manifestationen som "gatuvåld" medan Wolfgang Schüssel säger att "gammelvänstern och ungdomen" avreagerar sig.[1]
- 23 februari – Uppgifter att Sveriges riksdag och Regeringskansliets datasystem använts för att skicka e-post till prostituerade väcker uppseende i  Sverige, där prostitution blivit förbjudet. Det är oklart om man kan spåra de som använt Internet för sexkontakt, då man av hänsyn till ledamöternas integritet valt att inte registrera trafiken. Det kan inte uteslutas att utomstående haft tillgång till datorer.[1]
- 26 februari – Frankrikes premiärminister Lionel Jospin är nära att lynchas av en grupp palestinska studenter vid besök på Västbanken.[1]

### Mars
- 1 mars – Sveriges biståndsminister Maj-Inger Klingvall drar tillbaka sin kontroversiella proposition om strängare asylregler för massflykt, då förslaget saknar stöd hos UNHCR.[1]
- 3 mars - Exdiktatorn Augusto Pinochet meddelar att han återvänder till Chile då han bedömts vara för sjuk för rättegång, och släpps fri efter nästan 17 månaders husarrest i Storbritannien. Vid ankomsten på flygplatsen i Santiago de Chile. beskrivs han dock som överraskande pigg, reser sig lätt från rullstolen och vinkar med kryckan, och uppgiften ligger nu på det chilenska rättsväsendet.[1]
- 6 mars
  - Tusentals svarta i Zimbabwe, anförda av veteraner från befrielsekriget, ockuperar drygt 200 000 jordegendomar ägda av vita farmare.[1]
  - Vid ett besök i Stockholm ställer sig EU-kommissionären Frits Bolkestein avvisande till svenska regeringens önskan att förlänga Sveriges undantagsregler för alkoholinförsel.[1]
- 8 mars - En israelisk domstol slår fast att inga myndigheter har rätt att neka arabiska medborgare att bosätta sig i judiska samhällen.[1]
- 9 mars - Norges regering avgår efter att ha förlorat en förtroendeomröstning i Norges storting, och oppositionen fått igenom sitt förslag att bygga miljömässigt ifrågasatta gaskraftverk.[1]
- 13 mars - Bo Ringholm kompromissar med EU, och Sverige får behålla sina restriktiva regler om alkoholinförsel fram till 1 januari 2004. Inför folkomröstningen 1994 hette det att Sverige skulle kunna behålla sin traditionellt återhållsamma alkoholpolitik "för evigt".[1]
- 17 mars - Norge får en ny ministär, ledd av 41-årige Jens Stoltenberg.[1]
- 18 mars - En husockupation i Linköping stormas av polisen, som möts av stenar, brandbomber och stålkulor som avlossas med slangbågar. En grupp som kallar sig "Revolutionära socialister" kräver ett Ungdomens hus. 29 unga grips misstänkta för olaga intrång och våldsamt upplopp.[1]
- 19 mars
  - USA:s president Bill Clinton reser till Indien för et veckolångt besök. För första gången på 22 år besöker en amerikansk president Indien.[1]
  - I Linköping får kommunalrådet Lars-Erik Johansson ett hotbrev som sammankopplas med gårdagens husockupation.[1]

### April
- 4 april - De första mötet mellan de 15EU-medlemsländerna och flera afrikanska stater avslutas i Kairo, utan någon enighet i hur Afrikas fattiga delar skall få en plats i världsekonomin. EU lockar dock att ta bort tullar och importkvoter på afrikanska varor fram till 2005.[1]
- 5 april - 65-årige Yoshiro Mori, sedan 1998 partisekreterare för LDP, utses till ny premiärminister i Japan då Keizo Obuchi fallit i koma efter ett slaganfall.[1]
- 7 april - Kampen om jordegendomarna i Zimbabwe trappas upp då svarta krigsveteraner med regeringens stöd kräver att de vitas mark skall beslagtas och överlämnas till den svarta lokalbefolkningen.[1]
- 13 april - Sveriges regering presenterar sin vårpreposition. Ingen får, till skillnad från 1990-talets åtstramningspolitik, sänkta skatter eller bidrag.[1]
- 14 april
  - Rysslands statsduma ratificerar efter flera års fördröjning START II-avtalet.[1]
  - Alla tre unga nazister som åtalats för mordet på Björn Söderberg döms av Stockholms tingsrätt för medhjälp till mord.[1]
- 16 april - Statistik över närvaron hos Europaparlamentets ledamöters från och med juli 1999 visar att Nederländerna är mest plikttrogna med 82,6 % närvaro, medan italienarna skolkar mest med 58,9 %. Störst är frånvaron på fredagarna, då många åker hem.[1]
- 19 april - Massimo D'Alema avgår som Italiens premiärminister efter 18 månader.[1]
- 21 april - Alf Svensson (KD) med 48 % och Gudrun Schyman (Vänsterpartiet) med 35 % är de partiledare som svenska väljare har störst förtroende för.[1]
- 22 april - Federala agenter stormar på uppdrag av INS det hus i Miami där 6-årige Elián González befinner sig hos avlägsna släktingar, som får träffa sin pappa igen efter fem månader. USA:s justitieminister Janet Reno menar att han skall tillbaka till Kuba men först måste en domstol i Atlanta säga sitt.[1]
- 23 april - Irans konservativa prästerskap förbjuder 14 oberoende tidningar.[1]
- 26 april - Giuliano Amato blir ny premiärminister i Italien.[1]
- 27 april - Kroatiens avlidne president Franjo Tudjman bandade alla samtal i sitt kansli, och spelas nu upp offentligt av Stjepan Mesić. Finansfiffel avslöjas, och HDZ som maffialiknande organisation.[1]

### Maj
- 1 maj - På Första maj i Sverige lockar Vänsterpartiet på många håll fler deltagare än SAP. SAP:s paroll är detta år "-Alla behövs, stoppa rasismen".[1]
- 2 maj - Finlands president Tarja Halonen förlägger, traditionsenligt för en finländsk president, sitt första statsbesök till Stockholm och tas emot av Sveriges kung Carl XVI Gustaf.[1]
- 3 maj - En storstrejk i Norge är den största på 14 år. 82 000 norska LO-medlemmar lägger ner arbetet.[1]
- 5 maj - Turkiska myndigheter stoppar utgivningen av fyra dagstidningar samt åtta special- och veckotidningar, kända för en kurdvänlig linje.[1]
- 6 maj – Utan att nämnda några namn uppmanar Sydafrikas tidigare president Nelson Mandela Afrikas befolkning att "störta tyranner som förtrycker folket och klamrar sig fast vid makten". Robert Mugabe ses dock uppenbar.[1]
- 7 maj - Vladimir Putin installeras officiellt som president i Ryssland.[1]
- 9 maj - Storstrejken i Norge upphör efter sex dygn då trycket från den europeiska bilindustrin, som drabbats indirekt, blivit för starkt.[1]
- 12 maj - Tysklands utrikesminister Joschka Fischer talar vid Humboldtuniversitetet och säger att EU bör få en presidenttitel.[1]
- 16 maj – Tusentals arbetare i industristaden Liaoyang i nordöstra Kina har omringat stadshuset i protest mot utebliven lön.[1]
- 22 maj – Tyskland och Österrike befarar problem om EU östutvidgas, och vill begränsa arbetskraftens fria rörelse.[1]
- 25 maj – 69-årige Michail Gorbatjov registrerar sitt socialdemokratiska parti hos Rysslands justitieministerium, och siktar på framtida parlamentsval för att med socialdemokratiska idéer motverka extrema lösningar i Ryssland.[1]
- 26 maj – Australien och Nya Zeeland varnar George Speight för hårda ekonomiska sanktioner om han störtar Fijis demokratiskt valda regering. Sedan en vecka hålls premiärminister Mahendra Chaudhry som gisslan i parlamentet i Suva av 60 upprorsmän. Kuppmakarna spelar på etniska motsättningar mellan ursprungsbefolkningen och indiska invandrare.[1]
- 27 maj – Fijis president Kamisese Mara ger efter för kuppmännen, och avskedar den sittande regeringen.[1]
- 28 maj – Fijis president Kamisese Mara avsätts av militären.[1]
- 30 maj – Nordirland återfår sitt självstyrelse som avbröts i februari.[1]

### Juni
- 4 juni - Sveriges statsminister Göran Persson gör ett blixtbesök som inofficiell fredsmedlare i Mellanöstern, och äter lunch med Yassir Arafat i Ramallah och middag med Ehud Barak i Jerusalem.[1]
- 5 juni - Exdiktatorn Augusto Pinochet blir av med sin åtalsimmunitet meddelar en domstol i Santiago de Chile.[1]
- 9 juni - FN:s säkerhetsråd förlänger olja mot mat-avtalet för Irak med ytterligare ett halvår.[1]
- 11 juni - Rysslands president Vladimir Putin utser muslimske muftin Achmat Kadyrov till provisorisk ledare i Tjetjenien.[1]
- 13 juni - Sydkoreas president Kim Dae-jung och Nordkoreas president Kim Jong-il möts i Pyongyang som en del av avspänningspolitiken mellan de båda staterna.[1]
- 15 juni - I Sverige visar en forskarrapport från SNS att partierna i Sveriges riksdag mellan åren 1991-1999 förlorade en tredjedel av sina medlemmar.[1]
- 16 juni
  - Jugoslaviske oppositionsledaren Vuk Drašković utsätts för mordförsök i sitt sommarhus i Budva i Montenegro. Skotten avlossas genom ett fönster. Vuk Drašković såras lätt i tinningen och ena örat.[1]
  - Högtalarna på gränsen mellan Nordkorea och Sydkorea, som i decennier förmedlat förolämpningar från båda sidor, tystnar.[1]
- 18 juni - Irans nyvalda parlament och mer liberala beslutar om att luckra upp presslagarna som förra parlamentet införde, och stoppade utgivningen av 18 reformvänliga tidningar.[1]
- 27 juni - Frankrikes president Jacques Chirac vill att en kärngrupp i EU, med Tyskland och Frankrike som centrala, skall tillåtas gå snabbare mot fördjupat politiskt och ekonomiskt samarbete.[1]
- 28 juni - Sedan vårdnadstvisten om 6-årige kubanske pojken Elián González förts genom det amerikanska rättsväsendet till USA:s högsta domstol, som vägrar ta upp fallet, kan han återvända till Kuba med sin pappa efter sju månader i USA.[1]

### Juli
- 11 juli - I Camp David inleds toppmötet mellan Yassir Arafat och Ehud Barak för att få till fred i Mellanöstern.[1]
- 19 juli - Rysslands statsduma antar en lag som berövar guvernörerna och regionala talmän deras plats i parlamentets första kammare.[1]
- 20 juli - Italienska och franska miljögrupper protesterar ilsket mot att Margot Wallström vill hävda 1998 års tillfälliga försäljningsstopp för genförändrade produkter.[1]
- 21 juli - G8-mötet vid Okinawa leder till protester mot USA:s militärbaser på ön.[1]
- 28 juli - 62-årige Alberto Fujimori svärs in som president i Peru medan gatukravaller pågår i Lima, med beskyllningar om uppgjort presidentval.[1]
- 26 maj – Militära styrkor i Fiji griper kuppmakaren George Speight.[1]
- 31 maj – Kinesiske kommunistpartifunktionären Cheng Keije döms till döden för att ha tagit emot omfattande mutor.[1]

### Augusti
- 1 augusti - Israels utrikesminister David Levy avgår i protest mot premiärminister Ehud Barak.[1]
- 5 augusti - Irans andlige ledare Ali Khamenei stoppar det iranska parlamentets försök att införa liberalare utgivningsregler för press.[1]
- 11 augusti - Indien får en ny delstat då parlamentet i New Delhi beslutar att bryta loss en bit av nordöstra Bihar och skapa Jhkarhand.[1]
- 15 augusti - Nordkorea och Sydkorea låter släktingar som inte träffats sedan Koreakriget återförenas.[1]
- 16 augusti - Israeler och palestinier återupptar förhandlingarna, sedan toppmötet i Camp David brakat samman i juli.[1]
- 19 augusti - I Sverige avskedas Tommy Funebo som utredare av asylärenden på Utlänningsnämnden då det framkommit att han sitter i Sverigedemokraternas partistyrelse.[1]
- 21 augusti - I Spanien hålls stora manifestationer till minne för offren sedan ETA i december 1999 upphörde med sin självpåtagna vapenvila.[1]
- 23 augusti - I Sverige utbryter ett partipolitiskt gräl då Göran Persson och Bo Ringholm tillsammans med LO:s högsta ledning kallar Gudrun Schyman för "populist och hycklare" i en debattartikel i Dagens Nyheter.[1]
- 26 augusti - Sveriges justitieminister Laila Freivalds hamnar i blåsväder då det avslöjats att hon skrivit under en intresseanmälan att köpa loss sin och makens hyreslägenhet från allmännyttan, vilket Sveriges socialdemokratiska arbetareparti officiellt motsätter sig.[1]
- 28 augusti - Förtroendet för Norges statsminister Jens Stoltenberg är rekordlågt, bara 14 % av norska folket tycker han gör ett bra jobb. Siffran är det lägsta galluptal sedan mätningarna inleddes 1980.[1]
- 30 augusti - Folkmassorna jublar i Mogadishu då Somalias nye president Salad Hassan återvänder, efter att ha utsetts till förste statschefen på 10 år.[1]

### September
- 4 september - I Frankrike blockerar lastbilsförare, bönder med traktorer och ambulansförare oljeraffinaderier i protest mot höjda priser på dieselolja. Pumparna står redan tomma på många bensinstationer, eftersom blockeringen lett till uteblivna leveranser och att bilisterna börjat hamstra drivmedel.[1]
- 5 september - Amnesty International kritiserar i en rapport Palestinska myndigheten för att under sina sex år ha undergrävt yttrandefriheten och kastat regimkritiker i fängelse, under bara det senaste året har tiotals journalister, religiösa ledare och fackföreningspersoner drabbats.[1]
- 8 september - Finlands förre president Martti Ahtisaari, Spaniens tidigare utrikesminister Marcelino Oreja och tyske folkrättsexperten Jochen Frowein, vilka kallas de "Vise männen" och som åt EU granskat Österrikes behandling av flyktingar, invandrare och minoriteter sedan FPÖ fick plats i österrikiska regeringen, menar att EU:s drygt sju månader långa diplomatiska isolering av Österrike bör upphöra, då Österrike enligt dem inte för någon politik som skiljer sig från andra EU-länder.[1]
- 11 september - Protesterna mot höga drivmedelspriser i Europa sprider sig från Frankrike. Hundratals bensinstationer i Storbritannien är torrlagda. I Tyskland blockeras vägar och bensinstationer, och i Belgien orsakar långtradarförare kaos då de blockerar Bryssel med fordonen. I Sverige tippar bönder 2,5 ton havre på Hertig Johans torg i Skövde, och mängden motsvarar den svenske bondens merpris för en kubikmeter diesel jämfört med vad den danske bonden betalar.[1]
- 12 september - Övriga EU-medlemsländer häver sanktionerna mot Österrike efter föregående veckas rapport.[1]
- 15 september - 80 % av Storbritanniens bensinstationer står utslagna, ändå vägrar premiärminister Tony Blair att ställa sig bakom kraven på sänkt skatt. Han stöds av EU:s finansministrar, vilka befarar att oljebolagen skulle utnyttja skattesänkningen och stoppa vinsten i egen ficka.[1]
- 16 september - I Sverige blockerar lastbilsförare hamnarna i bland annat Stockholm och Malmö i protest mot dieselskatten. Svenska Åkeriförbundet tar avstånd från protesterna, och Sveriges statsminister Göran Persson säger att han förvånas över att protesterna riktas mot skatten och inte oljebolagen.[1]
- 18 september - Järnvägen genom den demilitariserade zonen mellan Nordkorea och Sydkorea börjar återuppbyggas.[1]
- 20 september - Sveriges finansminister Bo Ringholm förlägger presentationen av svenska regeringens statsbudget till Bredbyskolan i Rinkeby.[1]
- 21 september - Laila Freivalds avgår som Sveriges justitieminister efter en lägenhetsaffär då hon och maken köpt lägenheten på Kungsholmen i Stockholm, Thomas Bodström efterträder henne på posten.[1]
- 22 september - Myndigheter i Jugoslavien har utan motivering dragit in arbets- och uppehållstillstånd för utländska journalister, och reportrar från västländer nekas inresetillstånd.[1]
- 23 september - USA:s president Bill Clinton beslutar att öppna USA:s oljereserv för att tvinga ner de höga marknadspriserna på olja.[1]

### Oktober
- 3 oktober - Tyskland firar 10 år som återförenat, men präglas fortfarande av den gamla delningen i väst och öst. Enbart 46 % av östtyskarna är nöjda med demokratin, 33 % uppskattar marknadsekonomin, och 28 % anser att rättsstaten fungerar. Firandet störs även av högerextremism, bland annat slängs brandbomber mot en synagoga i Düsseldorf.[2]
- 6 oktober - Utredningen Barn till homosexuella par drar slutsatsen att homosexuella bör få samma adoptionsmöjligheter som heterosexuella. Frågan splittrar Sveriges socialdemokratiska arbetareparti.[2]
- 14 oktober - Sveriges justitieminister Thomas Bodström hamnar i blåsväder sedan han i en intervju meddelar att han i ungdomsåren provat att röka hasch, samt att han två gånger anlitat svart städhjälp.[2]
- 16-18 oktober - I Zimbabwe hålls regimkritiska demonstrationer i Harare, inspirerade av händelserna i Belgrad. Militär sätts in mot demonstranter.
- 23 oktober - För första gången får Nordkorea besök av en amerikansk regeringsmedlem, då USA:s utrikesminister Madeleine Albright kommer på besök.[2]
- 25 oktober - Sveriges riksdag beslutar att den som skall arbeta i förskola eller skola måste visa upp utdrag ur brottsregistret. Beslutet kritiseras som avsteg från att man sonat för brottet då man avtjänat straffet.[2]
- 28 oktober - I Sverige har fyraprocentsmålet för öppna arbetslösheten nåtts enligt statistik från AMS.[2]
- 31 oktober
  - I Sverige stoppar Miljöpartiet och Vänsterpartiet svenska regeringens förslag till arbetstidsförkortning. Enligt Yvonne Ruwaida rör det sig bara om 2 minuter och 14 sekunder per dag.[2]
  - FN:s säkerhetsråds resolution 1325 om kvinnor, fred och säkerhet antas enhälligt.[3]

### November
- 2 november - En appellationsdomstol i Santiago de Chile beslutar att Augusto Pinochet ska genomgå rättspsykiatrisk undersökning innan han ställs inför rätta för brott mot de mänskliga rättigheterna.[2]
- 9 november - För första gången på sex år presenterar Sveriges borgerliga fyrklöver, Centerpartiet, Folkpartiet, Moderata samlingspartiet och KD en reservation mot svenska regeringens politik, och därmed är Centerpartiet tillbaka till det borgerliga blocket efter åren av samarbete med Sveriges socialdemokratiska arbetareparti.[2]
- 10 november -  Pakistan stänger gränsen för flyktingar mot Afghanistan, sedan september år 2000 har 30 000 afghaner flytt undan torka, svält och inbördeskrig.[2]
- 13 november
  - Filippinernas representanthus beslutar att ställa president Joseph Estrada inför mutbrott.[2]
  - USA meddelar att handlingar som godkändes av Richard Nixons regering ledde till att skapa politisk oro i Chile 1973, sedan USA:s utrikesdepartement, FBI och FIA på order av president Bill Clinton upphäver hemligstämpeln på 16 000 dokument.[2]
- 16 november -  Bill Clinton blir förste amerikanska president att besöka Vietnam sedan Richard Nixon kom till Saigon 1969.[2]
- 19 november -  Från Tokyo meddelar Alberto Fujimori att han kommer avgå som Perus president.[2]
- 20 november -  Perus president Alberto Fujimori lämnar in sin avskedsansökan till Perus president.[2]
- 23 november -  Perus kongress avslår avskedsansökan från Perus president Alberto Fujimori och ger i stället honom sparken från jobbet för brist på moral. Ledamöterna kallas honom "Fegis, fosterlandsförrädare, tjuv och diktator".[2]
- 28 november -  Genom parlamentsbeslut i andra kammaren med röstsiffrorna 104-40 blir Nederländerna första land i världen som legaliserar dödshjälp, dock bara om patienten lider av outhärdlig smärta, inte har någon chans att överleva, och tydligt uttryckt sin vilja att dö. Läkaren måste resonera med kollegor. Inofficiellt har systemet redan tillämpats i Nederländerna under flera årtionden.[2]

### December
- 1 december - Efter 71 års revolutionärt styre i Mexiko svär tidigare Coca Cola-direktören Vicente Fox presidenteden efter den sensationella valsegern tidigare under året.[2]
- 5 december - En överrätt i Santiago de Chile upphäver beslutet att häkta Augusto Pinochet. Ett 50-tal anhängare firar utanför hans hem, och slagsmål utbryter.[2]
- 9 december - EU-förhandlingarna i Nice förlängs en dag efter stor oenighet.[2]
- 10 december
  - Nicefördraget undertecknas.[2]
  - Amnesty International meddelar att cirka 100 miljoner barn i världen lever ute på gatan, och riskerar utsättas för misshandel och sexövergrepp som sällan bestraffas. De flesta länder, dock inte USA och Somalia, har undertecknat FN:s barnkonvention.[2]
- 11 december - Frankrikes president Jacques Chirac misstänks för inblandning av korruption och olaga partifinansiering. Finansierandet av hans egen presidentkandidatur ifrågasätts.[2]
- 13 december - USA:s högsta domstol säger nej till omräkning av rösterna i Florida, och Al Gore ger upp valkampen.[2]

## Val och folkomröstningar
- 3 januari - Vid parlamentsvalet i Kroatien vinner alliansen mellan socialdemokratiska SDP och socialliberala HSLS mot regeringspartiet HDZ. Ny premiärminister blir Ivica Racan.[1]
- 9 januari - Vid presidentvalet i Uzbekistan väljs snart 62-årige presidenten Islam Karimov om med nära 90 % på nästan en femårsperiod. Valet beskrivs som ett sovjetiskt enpartival då ende motkandidaten, en okänd universitetslärare i filosofi, förklarar att han lagt sin röst på Islam Karimov. Människorättsorganisationer har flera gånger anklagat presidenten för utövande av "stalinistvälde".[1]
- 16 januari - Vid presidentvalet i Chile väljs Ricardo Lagos till Chiles första socialistiska president sedan Salvador Allende då han vinner med 51,3 % mot konservative tidigare Augusto Pinochet med Joaquin Lavin som samlar ihop 48,7 %.[1]
- 6 februari - 56-årige Tarja Halonen väljs till Finlands första kvinnliga president, genom att besegra centerkandidaten Esko Aho med 51,6 % av rösterna mot 48,4 %  för motkandidaten.[1]
- 7 februari - Vid andra och avgörande omgången av parlamentsvalet i Kroatien vinner 65-årige Stjepan Mesić som 1994 hoppade av Franjo Tudjmans HDZ och nu leder ett liberalt mittenparti. Han får 56 % av rösterna, medan socialliberale motkandidaten Dražen Budiša får 44 %.[1]
- 18 februari - Vid  parlamentsvalet i Iran går det reforminriktade blocket framåt, vilket indirekt visar betydande folkligt stöd för president Mohammad Khatamis mer västvänliga politik då majoriteten av väljarna, även på den traditionellt konservativa landsbygden, röstar på reformkandidater.[1]
- 12 mars - Vid  parlamentsvalet i Spanien vinner Partido Popular, vars ledare José Maria Aznar kan sitta kvar som premiärminister.[1]
- 19 mars - Vid  presidentvalet i Taiwan vinner oppositionens Chen Shui-bian, tidigare aktivist och politisk fånge, mot KMT:s Lien Chan.Lien Chan har länge motsatt sig modellen "Ett land, två system" men räcker ändå ut försoningshanden mot Peking, som svarar med försiktigt avvaktande.[1]
- 26 mars - Vid  presidentvalet i Ryssland vinner Vladimir Putin. Andra omgången uteblir då han får 52 % av rösterna.[1]
- 9 april - Vid  parlamentsvalet i Grekland vinner PASOK med premiärminister Kostas Simitis med bara en hårsmån från konservativa Ny demokrati. Segermarginalen består av 50 000 röster.[1]
- 17 april - Vid  presidentvalet i Rwanda vinner Paul Kagame, som efterträder Pasteur Bizimungu.[1]
- 21 april - Schweiz säger i en folkomröstning ja till ett avtalspaket om att knyta den schweiziska ekonomin närmare EU.[1]
- 24 juni
  - Vid  parlamentsvalet i Zimbabwe får Robert Mugabes Zanu-PF 62 mandat, MDC 57 mandat och ett mandat går till en oberoende kandidat.[1]
  - Vid  parlamentsvalet i Japan går LDP: lett av Yoshiro Mori kraftigt tillbaka, men behåller regeringsmakten.[1]
- 2 juli - Vid  presidentvalet i Mexiko förlorar PRI, med Francisco Labastida i spetsen, makten efter över 70 år till högerpartiet PAN:s Vicente Fox.[1]
- 31 juli - Israels Knesset utser högerblocket lilus kandidat Moshe Katzav till ny president, med röstsiffrorna 63-57 mot Shimon Peres. Tidigare presidenten Ezer Weizman har tvingats avgå efter mutskandal.[1]
- 17 september - Perus president sedan 1990, Alberto Fujimori, som anklagades för valfusk i maj år 2000 då han valdes om för en tredje mandatperiod, meddelar att nyval skall hållas inom kort, där han inte tänker ställa upp. Hans högre hand hade TV-filmats då han erbjöd en oppositionell att mot betalning byta sida och stödja presidenten.[1]
- 24 september -  Vid parlaments- och presidentvalet i Jugoslavien är deltagandet högt, och anklagelserna om valfusk många.[1]
- 25 september -  I väntan på resultat utropar sig både Slobodan Milošević och oppositionen som segrare vid gårdagens val i Jugoslavien.[1]
- 27 september -  300 000 personer samlas i Belgrad till stöd för Vojislav Koštunica vid valen i Jugoslavien.[1]
- 28 september -  Danmark säger med 53,1 % mot 46,9 % i folkomröstning nej till danskt EMU-medlemskap.[1]
- 30 september -  I Jugoslavien fortsätter protesterna efter valen, Slobodan Milošević motsätter sig all medling, sedan Rysslands president Vladimir Putin erbjudit sig att skicka Rysslands utrikesminister till Belgrad.[1]
- 5 oktober - I Belgrad stormas parlamentet, och Vojislav Koštunica utropar sig som jugoslavisk president.[2]
- 7 november -  Presidentval och val till Kongressen i USA.

## Organisationshändelser
- 2 januari - CDU-ledaren Wolfgang Schäuble dras in i samma härva kring olaglig partifinansiering som Helmut Kohl då en ny rapport visar att Wolfgang Schäuble skall ha känt till att partiets parlamentsgrupp tagit emot 1,1 miljoner tyska mark som inte redovisats öppet.[1]
- 11 januari - CDU-ledaren Wolfgang Schäuble tvingas medge att han tagit emot nära en halv miljon tyska mark i hemligt bidrag från vapenhandlare.[1]
- 18 januari - Helmut Kohl tvingas avgå som hedersordförande för CDU efter partiets finansskandal.[1]
- 16 februari - Wolfgang Schäuble avgår som ledare för CDU då partiets förbundsdagsgrupp tröttnat på hans sätt att hantera partiskandalen.[1]
- 29 februari – Susanne Riesch-Passer blir ny partiledare i FPÖ efter Jörg Haider. Bojkotten inom EU fortsätter dock.[1]
- 10 mars - SAP:s extrainkallade kongress säger med röstsiffrorna 234-113 ja till partiledningens förslag om svenskt deltagande i EMU. Två personer avstår från att rösta.[1]
- 23 mars - 54-årige Manuel Chaves väljs till ny partiledare för PSOE i Spanien.[1]
- 10 april
  - 45-åriga fysikprocessorn Angela Merkel, uppväxt i tidigare Östtyskland och partisekreterare sedan 1998, väljs till ny ledare för CDU.[1]
  - Jan Guillou blir ny ordförande för Publicistklubben.[1]
- 11 april - Sverige kan säga nej till valutaunionen EMU konstaterar Romano Prodi.[1]
- 29 april - FARC-gerillan i Colombia bildar politiskt parti.[1]
- 30 april - Socialdemokratiet säger ja till danskt deltagande i EMU. Bara 7 av 22 LO-förbund tycker Danmark skall gå med.[1]
- 1 maj - Jörg Haider avgår som partiledare för FPÖ.[1]
- 31 maj – Vänsterpartiets Gudrun Schyman tar på kongressen i Växjö starkare avstånd från kommunismen än någonsin tidigare.[1]
- 3 juni – 40-årige Matz Hammarström, riksdagsledamot och tidigare ämneslärare i filosofi, svenska och religion, väljs till nytt språkrör för Miljöpartiet.[1]
- 23 juli - Åklagarmyndigheten i Bonn beslutar att Helmut Kohl slipper åtal med tvingas böta för de olagliga bidrag, troligtvis mutor, som CDU tog emot åren 1993-1998.[1]
- 3 augusti – George W. Bush utses till Republikanernas presidentkandidat.[1]
- 18 augusti - Vid Demokratiska partiets konvent i Los Angeles utses Al Gore till partiets kandidat vid kommande amerikanska presidentval.[1]
- 3 september - 47-årige Wanja Lundby-Wedin väljs i ett fullsatt Stockholms folkets hus till LO:s första kvinnliga ordförande.[1]
- 6 september
  - 150 stats- och regeringschefer samlas på Förenta nationernas millenniumkonferens i New York för att bland annat diskutera uppbyggnaden av fredsbevarande styrkor. Aldrig tidigare har så många världsledare, och säkerhetspådraget är stort.[1]
  - Svenska Amnestys förre ordförande Jesus Alcalá åtalas för omfattande bedrägerier. Enligt Sveriges statsåklagare Yngve Rydberg har han försökt svindla till sig 1,2 miljoner SEK under ett biståndsprojekt i Paraguay. Själv har Jesus Alcalá nekat och sagt det rör sig om missförstånd.[1]
- 13 september - Hillary Clinton utses officiellt till kandidat för Demokratiska partiets New York-kandidat inför valet till senaten, och blir därmed USA:s första hustru att ställa upp i nationellt val.[1]
- 26 september -  Kravaller uppstår i Prag då IMF och världsbanken skall ha årsmöte där. Jubel 2000 kräver total avskrivning av skulderna för världens 52 fattigaste länder.[1]
- 10 oktober - Efter tre dagars möte i Peking tillkännager Kinas kommunistiska parti att man tänker prioritera böndernas levnadsvillkor.[2]
- 26 oktober - I Sverige rasar Centerpartiet till ny bottennivå i DN/Temos väljarbarometer för oktober månad. Endast 3,2 % stödjer partiet, som hamnar under Sveriges riksdags fyraprocentsspärr för andra gången under året.[2]
- 4 november - I Sverige rasar Centerpartiet till 2.8 enligt Temos senaste opinionsundersökning. Partiet förlorar väljare till KD och Moderata samlingspartiet.[2]
- 25 november - Slobodan Milošević omväljs med stor majoritet till serbiska socialistpartiets ordförande på en extrakongress som Vojislav Koštunica kallar för "vampyrfest".[2]

## Avlidna
- 20 januari - Wolfgang Hüllen, budgetchef för CDU:s parlamentsgrupp. (självmord efter misstankar om förskingring av pengar ur partikassan som lett till utredning)[1]
- 7 februari - Pavle Bulatović, jugoslavisk försvarsminister (skjuten till döds efter oklara omständigheter vid restaurangbesök).[1]
- 30 mars – Rudolf Kirchschläger, Österrikes förbundspresident 1974–1986.
- 30 april – Poul Hartling, Danmarks statsminister 1973–1975.
- 22 maj – José Rafael Molina Ureña, Dominikanska republikens president 25–27 april 1965.
- 7 juni - Gooneratne, Sri Lankas industriminister (dödad i attentat utförd av självmordsbombare från LTTE).[1]
- 10 juni - Hafez al-Assad, 69, Syriens president 1971–2000.[1]
- 29 juli - Juan Maria Jauregui, 49, spansk socialistpolitiker, prefekt i baskiska Guipuzoca 1993–1996 (ihjälskjuten på kafé i Tolosa av ETA).[1]

### Fotnoter
1. 1 2 3 4 5 6 7 8 9 10 11 12 13 14 15 16 17 18 19 20 21 22 23 24 25 26 27 28 29 30 31 32 33 34 35 36 37 38 39 40 41 42 43 44 45 46 47 48 49 50 51 52 53 54 55 56 57 58 59 60 61 62 63 64 65 66 67 68 69 70 71 72 73 74 75 76 77 78 79 80 81 82 83 84 85 86 87 88 89 90 91 92 93 94 95 96 97 98 99 100 101 102 103 104 105 106 107 108 109 110 111 112 113 114 115 116 117 118 119 120 121 122 123 124 125 126 127 128 129 130 131 132 133 134 135 136 137 138 139 140 141 142 143 144 145 146 147 148 149 150 151 152 153 154 155 156 157 158 159 160   När Var Hur 2001. Forum
2. 1 2 3 4 5 6 7 8 9 10 11 12 13 14 15 16 17 18 19 20 21 22 23 24 25 26 27 28 29   När Var Hur 2002. Forum
3. ↑  ”Landmark resolution on Women, Peace and Security”. United Nations. http://www.un.org/womenwatch/osagi/wps/. Läst 4 september 2013.